# Sebastian Cabot (aktor)
Charles Sebastian Thomas Cabot (ur. 6 lipca 1918 w Londynie, zm. 22 sierpnia 1977) – brytyjski aktor telewizyjny i filmowy, występował jako Giles French z sitcomu CBS Sprawy rodzinne (Family Affair, 1966–1971).

## Życiorys

### Wczesne lata
Urodził się w Londynie. Po utracie przez jego ojca własnego interesu, w wieku 14 lat opuścił szkołę i zatrudnił się jako pomocnik mechanika samochodowego. Następnie pracował jako szofer i kamerdyner w garderobie dla brytyjskiego aktora Franka Pettingella. W tym czasie Cabot rozwinął zamiłowanie do gotowania i, za namową ojca, został szefem kuchni. Jednak po rozbiciu samochodu Cabot opuścił garaż i musiał sam szukać pracy. Spędził trzy lata jako zawodowy zapaśnik w Londynie przed II wojną światową, co zakończyło się kontuzją.

### Kariera
Początkowo skorzystał z agencji aktorskiej, aby znaleźć zatrudnienie. Nie uczęszczał do żadnej szkoły teatralnej. Po pierwszym dniu pracy na planie programu On The Spot został zwolniony. Jednak wkrótce otrzymał zaproszenia do pracy.
Występował na ekranie w małych rolach i nawet nie był wymieniany w czołówce, m.in. w komedii Sprawy zagraniczne (Foreign Affaires, 1935), melodramacie Jeannie (1941) z Wilfridem Lawsonem i Michaelem Redgrave czy dramacie przygodowym Nieuchwytny Smith ('Pimpernel' Smith, 1941) z Leslie Howardem. Pierwszym filmem, w którym został wymieniony w czołówce, był to dreszczowiec Alfreda Hitchcocka Bałkany (1936), bazujący na utworach Williama Somerseta Maughama, z udziałem Johna Gielguda, Petera Lorre, Madeleine Carroll i Roberta Younga.
W 1945 zadebiutował na londyńskiej scenie w przedstawieniu Johna Herseya A Bell for Adano. W 45-minutowym melodramacie Otello (1946) na motywach sztuki Szekspira Otello zagrał postać Jago.
W 1947 przeniósł się do Stanów Zjednoczonych i wystąpił na Broadwayu jako Buckram w spektaklu Williama Congreve Love for Love u boku Johna Gielguda. Wkrótce znalazł się w obsadzie jako prefekt w Amiens w dramacie kryminalnym Pająk i mucha (The Spider and the Fly, 1949) z Nadią Gray, karciarz w komedii Śmiech w raju (Laughter in Paradise, 1951) z Audrey Hepburn, Jabez Wilson w jednym z odcinków serialu BBC Sherlock Holmes - pt. „The Red Headed League” (1951), kierownik Copmanhurst w filmie historycznym Richarda Thorpe’a Ivanhoe (1952), Portos w filmowej adaptacji powieści Aleksandra Dumasa Rycerze królowej (I cavalieri della regina, 1954) z Mariną Berti, Sindbad w komedii Edgara G. Ulmera Babes in Bagdad (1952) z Paulette Goddard i Gypsy Rose Lee oraz doktor Philip Hillyer w ekranizacji powieści Herberta George Wellsa Wehikuł czasu (1960) w reżyserii George’a Pala.
Od 12 września 1966 do 4 marca 1971 grał rolę lokaja Pana Gilesa Frencha w sitcomie CBS Sprawy rodzinne (Family Affair), za którą w 1968 był nominowany do nagrody Emmy.
Udzielał głosu do takich filmów animowanych jak Miecz w kamieniu (1963) jako Sir Ector, Kubuś Puchatek i miododajne drzewo (1966) i kilku innych z tej serii jako narrator oraz Księga dżungli (1967) jako Bagheera.

## Życie prywatne
W 1940 ożenił się z Kathleen. Mieli dwoje dzieci: dwie córki - Annette (ur. 15 października 1941) i Yvonne oraz syna Christophera (ur. 1943). Ostatnie lata mieszkali w domu przy Deer Cove, przedmieściach North Saanich w Kolumbii Brytyjskiej.
Na skutek udaru mózgu, drugiego w ciągu trzech lat, został przewieziony do szpitala w mieście Victoria, gdzie zmarł 22 sierpnia 1977 w wieku 59 lat. Jego ciało zostało skremowane a prochy przewiezione do Los Angeles, gdzie zostały pochowane w Westwood Memorial Park.

## Filmografia
| Rok  | Tytuł filmu                        | Rola                        | Reżyser                             |
| ---- | ---------------------------------- | --------------------------- | ----------------------------------- |
| 1952 | Ivanhoe                            | Kierownik Copmanhurst       | Richard Thorpe                      |
| 1954 | Romeo i Julia                      | Capuletti                   | Renato Castellani                   |
| 1957 | Johnny Tremain                     | Jonathan Lyte               | Robert Stevenson                    |
| 1959 | Say One for Me                     | Monsignor Francis Stratford | Frank Tashhlin                      |
| 1960 | Wehikuł czasu                      | dr Philip Hillyer           | George Pal                          |
| 1960 | Wyprawa siedmiu złodziei           | dyrektor kasyna             | Henry Hathaway                      |
| 1963 | Miecz w kamieniu                   | Sir Ector (głos)            | Wolfgang Reitherman                 |
| 1967 | Księga dżungli                     | narrator, Bagheera (głos)   | Wolfgang Reitherman                 |
| 1966 | Kubuś Puchatek i miododajne drzewo | narrator (głos)             | Wolfgang Reitherman                 |
| 1968 | Wiatrodzień Kubusia Puchatka       | narrator (głos)             | Wolfgang Reitherman                 |
| 1974 | Kubuś Puchatek i rozbrykany Tygrys | narrator (głos)             | John Lounsbery                      |
| 1977 | Przygody Kubusia Puchatka          | narrator (głos)             | John Lounsbery, Wolfgang Reitherman |

| Rok  | Tytuł serialu TV             | Rola                             | Odcinek                |
| ---- | ---------------------------- | -------------------------------- | ---------------------- |
| 1955 | Gunsmoke                     | Bailey                           | „The Queue”            |
| 1956 | Alfred Hitchcock przedstawia | Nathaniel Baldwin / Pan Davidson | „A Bullet for Baldwin” |
| 1957 | Gunsmoke                     | profesor Jacoby                  | „The Photographer”     |
| 1957 | Zorro                        | sędzia Vasca                     | „A Fair Trial”         |
| 1960 | Bonanza                      | Don Antonio Luga                 | „The Spanish Grant”    |
| 1965 | The Beverly Hillbillies      | Lucas Sebastian                  | „The Poor Farmer”      |
| 1965 | Koń, który mówi              | profesor Thorndike               | „Whiskers and Tails”   |

## Nagrody i nominacje
| Rok  | Nagroda        | Kategoria                                  | Film                                      | Inni wykonawcy                    | Rezultat  |
| ---- | -------------- | ------------------------------------------ | ----------------------------------------- | --------------------------------- | --------- |
| 1968 | Nagroda Emmy   | Znakomita rola główna w serialu komediowym | Sprawy rodzinne (Family Affair)           | –                                 | Nominacja |
| 1975 | Nagroda Grammy | Najlepsze nagrania dla dzieci              | Kubuś Puchatek i rozbrykany Tygrys (1974) | Paul Winchell i Sterling Holloway | Wygrana   |
| 2004 | TV Land Award  | Najlepszy lokaj telewizyjny                | Sprawy rodzinne (Family Affair)           | –                                 | Wygrana   |
| 2008 | TV Land Award  | Ulubiona niania                            | Sprawy rodzinne (Family Affair)           | –                                 | Nominacja |